# Костер, Йохан
Йохан Костер (Иван Андреев Кустериус) фон Розенбурх (нем. Johannes Küster von Rosenberg, Johannes Costerus; * Любек, 1613 — † Ревель, 1685) — немецкий врач, лейб-медик короля Швеции Карла Густава и, с 1667 г., царя Алексея Михайловича.
Получил степень доктора медицины в Кёнигсберге.
Прибыл в Москву с многочисленным семейством — жена Урсула и дети: Бернхард, Юстус, Кристиан, Йоханн, а также дочь Элеонора, не считая домашней прислуги.
Сочинения его: «De dysenteria» (1646), «Relatio medica morbi et mortis Caroli Gustavi, Regis Sueciae» (1669), «Affectuum totius corporis humani praecipuorum theoria et praxis, tabulis exhibita» (Франкфурт, 1663), «Opera medica» (Любек, 1668). О Костере с большой похвалой отзываются историки: Кленк, Кестнер, Йохер, Моллер.